# 妖狐
妖狐（ようこ、拼音: yāohú ヤオフー）は、中国や日本に伝わる狐の妖怪である。人間をたぶらかしたり、人間の姿に化けたりすると考えられている。化け狐などとも呼ばれる。

## 概要
中国の説話や小説では狐妖（こよう、húyāo フーヤオ）、狐狸精（こりせい、húlíjīng フーリーチン。「狐狸」で「キツネ」を意味している）、狐仙（こせん、húxiān フーシエン）、狐魅（こみ、こび）、阿紫（あし）などとも称される。特になまめかしい女性に化けた狐は、男をだますとされる。
日本各地の昔話や世間話でも、狐は狸などと並び、人間や他の動物に変身するなどして人を化かすと語られている。また、助けてくれた人間に対して恩返しをしたりもする。化け狐などと総称的に言われるほか、伊賀専（いがたうめ）、おこんこんさま、おとうか、けつね、迷わし鳥（まよわしどり）、野干（やかん）、野狐（やこ）など、地方によってさまざまな別称で呼ばれている。
中国では狐たちは鶏卵が好物とされることが多いが、日本では油揚げ（食品を油で揚げたもの全般を指す）が好物とされ、このことからとりわけ豆腐の油揚げのことを「きつね」とも称している。苦手とするものとしては、犬（狼も含む）や猟師などが挙げられる。
狐たちが人間に化ける際には胡（こ）という姓を名乗ることが多いが、これは胡 (hú) と狐 (hú) が同音であることによるとされる。ただし、必ず胡を名乗るというわけでもなく、胡以外の姓を名乗る例もみられ、『広異記』には趙・張・白・康などが挙げられている。また、狐自体の毛色や模様が人間に変化したあとの姓に反映されている例もあり、黄・花・紅などの姓を名乗る例もある。日本の伝承では、このような姓に関する特徴や法則は特には見られない。

## 中国の説話や伝承
中国では、修行を積んだり太陽や月などの力（日精・月華）を得た狐が、変化や仙術を獲得すると考えられていた。または美しい女の姿に化けて男性と交わることで精気を吸い取るという伝承もある。
中国古代の地理書『山海経』（せんがいきょう）では九尾の狐は人を食うと記しているが、やがて後漢（25-220年） 班固『白虎通義』などをはじめとする文献では、太平の世に現れる瑞獣であると認識されるようになった。西晋（265-316年）代の編纂とされる『玄中記』では、狐は五十歳から百歳と歳を経るごとに妖力を増し、千歳になると天と通じて天狐になるともされている。
秦（前778-前206年）の時代の呂不韋 『呂氏春秋』（前239年完成）には、古代の王として知られる夏の禹王（うおう）が塗山（とざん）氏の女を見初め、女も禹に魅かれて相愛の関係になったとあり。後漢時代の趙曄（中国語版）『呉越春秋』では、禹王の妻・女嬌は白い九尾の狐であるとされている。これらの記述は、女嬌の一族である塗山氏が狐を崇拝していたことに由来しているのではないかとも考えられている。殷と周の戦いを舞台とした物語として後代に書かれた『武王伐紂平話』（元代）『春秋列国志伝』・『封神演義』（明代）に登場する妲己（だっき）に化けた千年狐狸精は、古代において瑞獣と考えられていた九尾の狐であるが、ここでは瑞祥の要素は描かれず紂王を惑わし王朝を滅亡させる嗜虐を好む悪の存在へ変容している。
東晋（317年 - 420年）の時代に書かれた干宝による志怪小説 『捜神記』には狐が化けたという話がいくつも収録されており、当時の説話での狐の語られ方の様子をうかがうことが出来る。千年をへた変化する狐たちは犬などにもひるまないが千年をへた古木で照らされるのには弱いという話、阿紫と名乗る美女に化けた狐にまどわされた兵士の話など（いずれも巻18に収録）がある。清（1644-1912年）の時代に蒲松齢 によって書かれた志怪の流れをくむ小説集『聊斎志異』には全445話中、狐にまつわる話が63話ほど収録されている。
中国東北部（旧・満州）などでは、日精や月華を得た五種の動物の化身を「五大仙」、「五大家」などと称して狐仙（キツネ）、黄仙（イタチ）、白仙（ハリネズミ）、柳仙（ヘビ）、灰仙（ネズミ）の五種が信奉されていた。いっぽうで五大仙は人間に憑依するともされている。五大仙は財産をもたらすとして「五顕財神」とも呼ばれた。「狐仙」は飢饉から守ってくれると言い、農家は狐仙堂（こせんどう）と称される祠をつくり、狐仙をまつっていた。ここでの「仙」とは「神」という意味に近いものである。「狐仙下馬」（狐憑き。きつねつき）と称して、人に乗り移ると吉凶を占ったり、妖怪を倒す能力を発現するとされる。

### 狐の登場する物語作品
『武王伐紂平話』や『封神演義』などに登場する千年狐狸精・九尾狐は、日本などアジア各地の物語作品にも影響を与えている（九尾の狐の項目参照）。清の光緒年間に書かれた酔月山人『狐狸縁全伝』（1888年）にもこれを踏まえた九尾狐が登場している。
『剪灯余話』の「胡媚娘伝」や『耳食録』の「阿惜阿怜」など、胡媚娘（こびじょう）・胡媚児・胡媚という名は狐が化けた女性の登場人物名としてしばしば用いられる。白蛇伝小説のひとつ夢花館主『白蛇全伝』（清末期・1920年代）にも胡媚娘という名の女性に化けた狐が登場している。
『任氏伝』
唐（618-907年）の中期に沈既済によって書かれた伝奇小説。人間の女性に化けた狐が人間の男につくす異類婚姻譚の内容をもった物語である。狐精をとりあつかった伝奇物語の基礎を確立しており魯迅は「唐人は初めて意識して狐を小説にした」と述べている。
『胡媚娘伝』
明（1368-1644年）の時代に李禎（中国語版） によって書かれた文言小説。唐代伝奇小説への回帰がみられ、美女に変化して人間に嫁ぎ、精気を吸取る古狐の精を道士が見抜き退治するという話になっている。
『妖狐艶史』
清の時代に松竹軒によって編まれた小説。仙術を得た狐（狐仙）たちが登場する。

## 日本の説話や伝承
日本において狐は、人間をはじめとした様々なものに化け、相手を「ばかす」存在として語られることが多い。古代日本においても、全身の毛の白い狐（白狐）黒い狐（黒狐・玄狐）は瑞獣として扱われていたと見ることが出来る記述があり、黒狐は『続日本紀』和銅5年（712年）の記事に見られ、朝廷に献上され、祥瑞を説いた書物に「王者の政治が世の中をよく治めて平和な時に現れる」と記されていたと報告され、万民の喜びとなるだろう旨の記述がある。
『日本霊異記』
妻の正体が狐であったという話がある。またその子孫の美濃狐（狐の直〈あたい〉）の話がある。
『和名抄』
「狐はよく妖怪となり、百歳に至り、化して女となるなり」とある。中国での狐の説からの影響が濃くみられる。
『遠野物語』
狐の妖怪についての話が収録されている。遠野六日町の大狐は、尾が2本に岐れ、いずれも半分以上白くなっている古狐であったという記述がある。鍛冶職人の松本三右衛門の家に夜な夜な石を降らせたとされるが、捕えられたとある。なお、同書には、化け猫に化けた狐の話も収録されている。

### 狐に由来する地名
女化町（おなばけ-ちょう。茨城県牛久市）
女化神社（女化原の稲荷）があり、妻の正体が猟師から助けられた狐であったという女化稲荷の縁起物語に由来している。

## 様々な種類の狐

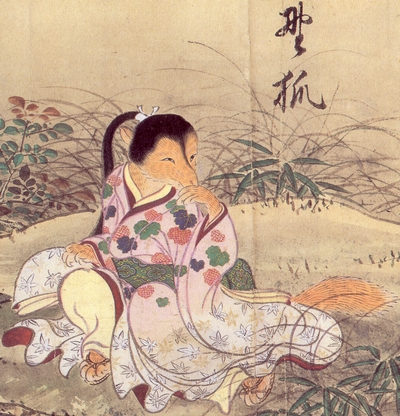
野狐、佐脇嵩之『百怪図巻』

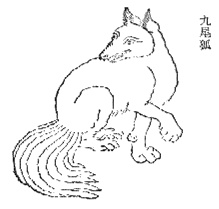
清代の『山海経』に描かれている九尾の狐

野狐（やこ）
いわゆる野良の狐。中国では仙狐を目指し修行するための試験に合格していない狐を指す場合もある。日本では、人間に対して悪事やいたずらをする狐全般をさして野狐という呼び方が用いられてもいる。九州では憑き物の一種とされ野狐持ちの人物と仲の悪い者について害をなすといわれる。禅宗ではいまだ悟りを得たという確証がないのに、慢心から悟ったとする禅を野狐禅という。
仙狐（せんこ）
中国における狐の妖怪のひとつ。仙術を修行・獲得した狐たちをさす。
白狐（びゃっこ、はくこ）
白い毛色を持つ。日本では、安倍晴明の母親とされている葛の葉や、狂言『釣狐』の題材となったとされる白蔵主などが有名。稲荷神の眷属である狐も、ほとんどが白狐である。人々に幸福をもたらすとされる。「狐ものがたり」では善狐の1種族としても挙げられている。
九尾狐（きゅうびこ）・九尾の狐（きゅうびのきつね）
中国では瑞獣のひとつであるとされている。『封神演義』の妲己や『三国妖狐伝』の玉藻前などの正体であるとされることから、江戸時代以後は強大な妖力を持った妖狐として語られることが多い。
八尾狐
江戸時代に春日局が書いたとされる『東照大権現祝詞』に、「三代将軍徳川家光の夢に八尾の狐が現われ、患っていた病が治る旨を告げて去っていった」こと、家光が絵に描かせた事がつづられている。長らく絵は不明であったが、2015年に京都府内の個人宅で幕府御用絵師狩野探幽作『八尾狐図（やおのきつねず）』が発見された。
金狐（きんこ）、銀狐（ぎんこ）、黒狐（こくこ）
「狐ものがたり」（『宮川舎漫筆』収録）に説かれている善狐のうちの種族として名前が挙げられている。同文では善狐の種族には天狐・金狐・銀狐・白狐・黒狐の5種が存在しているとされている。
与次郎狐（よじろうぎつね）
久保田藩初代藩主・佐竹義宣に飛脚として仕えた狐。久保田から江戸までは通常片道15日程度かかるとされていたが、往復6日で往来した。与次郎を祀った神社が与次郎稲荷神社だが、通常の稲荷神社は狐を神様の遣いとしているのに対して、与次郎稲荷神社では狐がご神体として扱われている。

### 皆川淇園による狐の格付け
狐の格付けは江戸時代、稲荷・霊狐を信仰する人々の間で種々説かれており、いくつか存在する。江戸時代末期の随筆『善庵随筆』などに引かれている皆川淇園が書き記している説によると、上位から天狐、空狐、気狐、野狐の順であるとされる。これらの内、実体を視覚で捉えることができるのは野狐のみであり、気狐以上は姿形がなく、霊的な存在とされる。天狐は神に等しいとされる。
天狐（てんこ）
千歳を超えた強力な神通力を持つ狐。神と等しい存在であるという。天狐という語は天狗と同一のものであるという説もある。「狐ものがたり」では善狐の1種族としても挙げられている。
空狐（くうこ）
千歳を超え天狐に次ぐ神通力を自在に操れる狐。気狐たちの倍の霊力を持っている。
気狐（きこ）
野狐たちよりも位の進んだ狐たち。